# Прошково (Витебская область)
Прошково (бел. Прошкава) — агрогородок в Глубокском районе Витебской области Белоруссии, в Зябковском сельсовете. Население — 309 человек (2019).

## География
Деревня находится в 7 км к юго-западу от центра сельсовета, деревни Зябки и в 25 км к северо-востоку от райцентра, города Глубокое. В начале XXI века к Прошково была присоединена соседняя деревня Борисковичи. По данным публичной кадастровой карты Белоруссии, населённый пункт значится в качестве агрогородка. Севернее деревни проходит автомагистраль Р45 на участке Полоцк-Глубокое. Южнее деревни проходит ж/д линия Полоцк — Молодечно, однако ж/д станции в деревне нет, ближайшая (одноименная) станция в деревне Боровое. В 4 км к юго-западу от Прошково находится восточная оконечность озера Плисса. На берегу озера со стороны деревни расположен детский оздоровительный лагерь «Изумрудный».
История
В 1634 году имение Борисковичи вместе с окрестностями было подарено Яну Дубошинскому королем Владиславом VI и до 1939 года оно оставалось во владении этого рода. Усадебный двор несколько раз перестаивался хозяевами, например в 1812 году. А вот последняя перестройка была уже в 1945 году для нужд колхоза.
Хозяйский дом деревянный на бутовом фундаменте. Посередине главного фасада - портик в 2-мя колонами, которые поддерживают треугольный фронтон. Внутри дома была анфиладная планировка. До первой мировой войны в усадьбе была коллекция портретов и старого оружия, слуцкие пояса, серебряная посуда, библиотека и архив. Перед домом был партер с подъездной дорогой. За дорогой два пруда, выложенные дубом и лиственницей. За домом сохранились остатки парка.
На старом кладбище деревни Прошково сохранилась могила одного из хозяев усадьбы Геронима Дубошевского (1845-1894). Памятник из серого гранита представляет собой дуб с обрубленными ветками. На одной из веток висит щит, но без герба. Памятник является историко-культурной ценностью.

## Достопримечательности
- Костёл Святого Яна. Памятник деревянного зодчества. Построен в конце XIX века —  Историко-культурная ценность Республики Беларусь, шифр 213Г000411
- Усадьба Дубошинских. Находится в бывшей деревни Борисковичи, ныне присоединённой к Прошкову. Сохранился усадебный дом и фрагменты парка.
- Старинский большой камень